# Natação no Campeonato Mundial de Esportes Aquáticos de 2013 - 50 m peito feminino
A prova dos 50 metros peito feminino da natação no Campeonato Mundial de Esportes Aquáticos de 2013 ocorreu nos dias 3 de agosto e 4 de agosto no Palau Sant Jordi  em Barcelona.

## Recordes
Antes desta competição, os recordes mundiais e do campeonato nesta prova eram os seguintes:
| Tipo                  | Atleta          | Tempo | Local       | Data                |
| --------------------- | --------------- | ----- | ----------- | ------------------- |
|                       | Jessica Hardy   | 29.80 | Federal Way | 7 de agosto de 2009 |
| Recorde do campeonato | Yuliya Yefimova | 30.09 | Roma        | 2 de agosto de 2009 |

Os seguintes novos recordes foram estabelecidos durante esta competição. 
| Data        | Prova         | Nadadora        | Nacionalidade | Tempo | Recordes |
| ----------- | ------------- | --------------- | ------------- | ----- | -------- |
| 3 de agosto | Eliminatórias | Yuliya Yefimova | Rússia        | 29.78 | ,        |
| 3 de agosto | Semifinal 2   | Rūta Meilutytė  | Lituânia      | 29.48 | ,        |

## Medalhistas
| Ouro                  | Prata                | Bronze              |
| Yuliya Yefimova (RUS) | Rūta Meilutytė (LTU) | Jessica Hardy (USA) |

## Resultados

### Eliminatórias
Esses foram os resultados das eliminatórias.
| Pos. | Bateria | Raia | Nadadora                  | Nacionalidade  | Tempo | Notas            |
| ---- | ------- | ---- | ------------------------- | -------------- | ----- | ---------------- |
| 1    | 8       | 5    | Yuliya Yefimova           | Rússia         | 29.78 | Q, ,             |
| 2    | 8       | 4    | Jessica Hardy             | Estados Unidos | 29.99 | Q                |
| 3    | 6       | 4    | Rūta Meilutytė            | Lituânia       | 30.07 | Q                |
| 4    | 7       | 4    | Breeja Larson             | Estados Unidos | 30.46 | Q                |
| 5    | 6       | 5    | Jennie Johansson          | Suécia         | 30.55 | Q,               |
| 6    | 8       | 6    | Mariya Liver              | Ucrânia        | 30.68 | Q,               |
| 7    | 7       | 5    | Petra Chocová             | Chéquia        | 30.77 | Q,               |
| 8    | 8       | 3    | Moniek Nijhuis            | Países Baixos  | 30.82 | Q                |
| 9    | 7       | 6    | Fiona Doyle               | Irlanda        | 30.93 | Q,               |
| 10   | 7       | 3    | Alia Atkinson             | Jamaica        | 31.12 | Q                |
| 11   | 7       | 8    | Marina García             | Espanha        | 31.22 | Q                |
| 12   | 6       | 3    | Rikke Møller Pedersen     | Dinamarca      | 31.23 | Q                |
| 13   | 7       | 7    | Rebecca Ejdervik          | Suécia         | 31.39 | Q                |
| 14   | 6       | 8    | He Yuzhe                  | China          | 31.46 | Q                |
| 15   | 8       | 8    | Samantha Marshall         | Austrália      | 31.49 | Q                |
| 16   | 5       | 8    | Hrafnhildur Lúthersdóttir | Islândia       | 31.50 | Q,               |
| 17   | 6       | 7    | Michela Guzzetti          | Itália         | 31.51 |                  |
| 18   | 7       | 9    | Kim Janssens              | Bélgica        | 31.52 | Recorde nacional |
| 19   | 6       | 2    | Valentina Artemyeva       | Rússia         | 31.56 |                  |
| 20   | 6       | 6    | Beatriz Travalon          | Brasil         | 31.59 |                  |

| Ver o restante da classificação | Ver o restante da classificação | Ver o restante da classificação | Ver o restante da classificação | Ver o restante da classificação | Ver o restante da classificação | Ver o restante da classificação |
| Pos.                            | Bateria                         | Raia                            | Nadadora                        | Nacionalidade                   | Tempo                           | Notas                           |
| ------------------------------- | ------------------------------- | ------------------------------- | ------------------------------- | ------------------------------- | ------------------------------- | ------------------------------- |
| 21                              | 8                               | 1                               | Viktoriya Solnceva              | Ucrânia                         | 31.63                           |                                 |
| 22                              | 6                               | 9                               | Veera Kivirinta                 | Finlândia                       | 31.66                           |                                 |
| 23                              | 5                               | 5                               | Amit Ivry                       | Israel                          | 31.67                           | Recorde nacional                |
| 24                              | 7                               | 2                               | Suo Ran                         | China                           | 31.70                           |                                 |
| 25                              | 7                               | 1                               | Caroline Ruhnau                 | Alemanha                        | 31.73                           |                                 |
| 26                              | 8                               | 0                               | Jessica Vall                    | Espanha                         | 31.77                           |                                 |
| 27                              | 8                               | 2                               | Lisa Fissneider                 | Itália                          | 31.94                           |                                 |
| 28                              | 5                               | 6                               | Kim Go-Eun                      | Coreia do Sul                   | 31.95                           |                                 |
| 29                              | 7                               | 0                               | Anna Makinen                    | Finlândia                       | 32.02                           |                                 |
| 30                              | 8                               | 7                               | Tera van Beilen                 | Canadá                          | 32.03                           |                                 |
| 31                              | 6                               | 0                               | Henriette Brekke                | Noruega                         | 32.11                           |                                 |
| 32                              | 5                               | 7                               | Julia Sebastian                 | Argentina                       | 32.28                           |                                 |
| 33                              | 8                               | 9                               | Ivana Ninković                  | Bósnia e Herzegovina            | 32.32                           |                                 |
| 34                              | 5                               | 4                               | Rie Kaneto                      | Japão                           | 32.37                           |                                 |
| 35                              | 4                               | 7                               | Yvette Man Yi Kong              | Hong Kong                       | 32.56                           |                                 |
| 36                              | 4                               | 3                               | Mercedes Toledo                 | Venezuela                       | 32.61                           | Recorde nacional                |
| 37                              | 3                               | 4                               | Samantha Yeo                    | Singapura                       | 32.69                           |                                 |
| 38                              | 5                               | 3                               | Caroline Reitshammer            | Áustria                         | 32.72                           |                                 |
| 39                              | 5                               | 1                               | Erica Dittmer                   | México                          | 32.73                           |                                 |
| 40                              | 5                               | 2                               | Sarah Vaisse                    | França                          | 32.74                           |                                 |
| 41                              | 4                               | 4                               | Zuzana Mimovičová               | Eslováquia                      | 32.79                           |                                 |
| 42                              | 1                               | 2                               | Dariya Talanova                 | Quirguistão                     | 32.83                           |                                 |
| 43                              | 3                               | 6                               | Tatiana Chişca                  | Moldávia                        | 32.85                           |                                 |
| 44                              | 5                               | 0                               | Ioana Alexandra Popa            | Roménia                         | 32.96                           |                                 |
| 45                              | 4                               | 2                               | Tara-Lynn Nicholas              | África do Sul                   | 33.04                           |                                 |
| 46                              | 4                               | 9                               | Mai Atef                        | Egito                           | 33.08                           |                                 |
| 47                              | 4                               | 8                               | Vangelina Draganova             | Bulgária                        | 33.10                           |                                 |
| 47                              | 3                               | 3                               | Christina Loh                   | Malásia                         | 33.10                           |                                 |
| 49                              | 5                               | 9                               | Lei On Kei                      | Macau                           | 33.37                           |                                 |
| 50                              | 4                               | 6                               | Monica Álvarez                  | Colômbia                        | 33.39                           |                                 |
| 50                              | 3                               | 5                               | Chen I-chuan                    | Taipé Chinesa                   | 33.39                           |                                 |
| 52                              | 4                               | 5                               | Miriam Corsini                  | Moçambique                      | 33.45                           |                                 |
| 53                              | 4                               | 0                               | Evita Leter                     | Suriname                        | 33.55                           |                                 |
| 54                              | 4                               | 1                               | Maria Romanjuk                  | Estónia                         | 33.56                           |                                 |
| 55                              | 3                               | 7                               | Pilar Shimizu                   | Guam                            | 34.20                           |                                 |
| 56                              | 3                               | 8                               | Tilka Palik                     | Zâmbia                          | 34.28                           |                                 |
| 57                              | 2                               | 4                               | Vanessa Rivas                   | República Dominicana            | 34.52                           | Recorde nacional                |
| 58                              | 3                               | 9                               | Tegan McCarthy                  | Papua-Nova Guiné                | 34.81                           |                                 |
| 59                              | 3                               | 1                               | Rachael Tonjor                  | Nigéria                         | 35.41                           |                                 |
| 60                              | 3                               | 2                               | Natalia Gomez                   | Costa Rica                      | 35.49                           |                                 |
| 61                              | 2                               | 7                               | Mahfuza Khatun                  | Bangladesh                      | 35.63                           |                                 |
| 62                              | 2                               | 5                               | Shne Joachim                    | São Vicente e Granadinas        | 35.76                           |                                 |
| 63                              | 2                               | 8                               | Bonita Imsirovic                | Botswana                        | 36.53                           |                                 |
| 64                              | 2                               | 0                               | Teona Bostashvili               | Geórgia                         | 37.04                           |                                 |
| 65                              | 3                               | 0                               | Oreoluwa Cherebin               | Granada                         | 37.11                           |                                 |
| 66                              | 2                               | 6                               | Chade Nersicio                  | Antilhas Holandesas             | 37.43                           |                                 |
| 67                              | 2                               | 3                               | Altansukh Nomin                 | Mongólia                        | 37.78                           |                                 |
| 68                              | 2                               | 9                               | Mariam Foum                     | Tanzânia                        | 38.21                           |                                 |
| 69                              | 1                               | 4                               | Anum Bandey                     | Paquistão                       | 38.50                           |                                 |
| 70                              | 2                               | 2                               | Hemthon Vitiny                  | Camboja                         | 39.53                           |                                 |
| 71                              | 1                               | 3                               | Angelika Ouedraogo              | Burquina Fasso                  | 39.58                           |                                 |
| 72                              | 1                               | 5                               | Ramatoulaye Camara              | Guiné                           | 48.31                           |                                 |
| 73                              | 1                               | 6                               | Haoua Sangare                   | Mali                            | 49.68                           |                                 |
| 74                              | 1                               | 7                               | Lareiba Seibon                  | Níger                           | 49.72                           |                                 |
| 75                              | 2                               | 1                               | Vanessa Kokoe                   | Costa do Marfim                 | 99.99                           | DNS                             |
| 75                              | 6                               | 1                               | Satomi Suzuki                   | Japão                           | 99.99                           | DNS                             |

### Semifinal
Esses foram os resultados das semifinais.
Semifinal 1
| Pos. | Raia | Nadadora                  | Nacionalidade  | Tempo | Notas            |
| ---- | ---- | ------------------------- | -------------- | ----- | ---------------- |
| 1    | 4    | Jessica Hardy             | Estados Unidos | 29.90 | Q                |
| 2    | 5    | Breeja Larson             | Estados Unidos | 30.20 | Q                |
| 3    | 7    | Rikke Møller Pedersen     | Dinamarca      | 30.57 | Q                |
| 4    | 6    | Moniek Nijhuis            | Países Baixos  | 30.61 | Q                |
| 5    | 3    | Mariya Liver              | Ucrânia        | 30.94 |                  |
| 6    | 2    | Alia Atkinson             | Jamaica        | 31.27 |                  |
| 7    | 8    | Hrafnhildur Lúthersdóttir | Islândia       | 31.37 | Recorde nacional |
| 8    | 1    | He Yuzhe                  | China          | 31.67 |                  |

Semifinal 2
| Pos. | Raia | Nadadora          | Nacionalidade | Tempo | Notas |
| ---- | ---- | ----------------- | ------------- | ----- | ----- |
| 1    | 5    | Rūta Meilutytė    | Lituânia      | 29.48 | Q, ,  |
| 2    | 4    | Yuliya Yefimova   | Rússia        | 29.88 | Q     |
| 3    | 6    | Petra Chocová     | Chéquia       | 30.31 | Q,    |
| 4    | 3    | Jennie Johansson  | Suécia        | 30.66 | Q     |
| 5    | 7    | Marina García     | Espanha       | 31.24 |       |
| 6    | 8    | Samantha Marshall | Austrália     | 31.26 |       |
| 7    | 2    | Fiona Doyle       | Irlanda       | 31.52 |       |
| 8    | 1    | Rebecca Ejdervik  | Suécia        | 31.73 |       |

### Final
Esse foi o resultado da final. 
| Pos.              | Raia | Nadadora              | Nacionalidade  | Tempo | Notas            |
| ----------------- | ---- | --------------------- | -------------- | ----- | ---------------- |
| Medalha de ouro   | 5    | Yuliya Yefimova       | Rússia         | 29.52 | Recorde nacional |
| Medalha de prata  | 4    | Rūta Meilutytė        | Lituânia       | 29.59 |                  |
| Medalha de bronze | 3    | Jessica Hardy         | Estados Unidos | 29.80 | =                |
| 4                 | 6    | Breeja Larson         | Estados Unidos | 29.95 |                  |
| 5                 | 8    | Jennie Johansson      | Suécia         | 30.23 |                  |
| 6                 | 7    | Rikke Møller Pedersen | Dinamarca      | 30.72 |                  |
| 7                 | 1    | Moniek Nijhuis        | Países Baixos  | 31.31 |                  |
| 8                 | 2    | Petra Chocová         | Chéquia        | 99.99 | DSQ              |

Legenda
| Recorde mundial       | Recorde mundial (World record)               |                       | Recorde africano                      | Recorde africano (African) |                                           | Q | Classificado por posição (Qualified) |
| Recorde do campeonato | Recorde do campeonato (Championship record)  | Recorde da América    | Recorde da América (Americas)         | q                          | Classificado por melhor tempo (Qualified) |   |                                      |
| Melhor marca do ano   | Melhor marca do ano (World leading)          | Recorde asiático      | Recorde asiático (Asian)              | DNS                        | Não largou (Did not start)                |   |                                      |
| Recorde nacional      | Recorde nacional (National record)           | Recorde europeu       | Recorde europeu (European)            | DNF                        | Não terminou (Did not finish)             |   |                                      |
| Recorde pessoal       | Recorde pessoal do atleta (Personal best)    | Recorde da Oceania    | Recorde da Oceania (Oceania)          | DSQ / DQ                   | Desclassificado (Disqualified)            |   |                                      |
| Recorde da temporada  | Recorde da temporada do atleta (Season best) | Recorde sul-americano | Recorde sul-americano (South America) | NM                         | Sem marca (No mark)                       |   |                                      |